# Миролюбовка (Крым)
Миролю́бовка (до 1945 года Кендже́; укр. Миролюбівка, крымскотат. Kence, Кендже) — село в Красногвардейском районе Республики Крым, входит в состав Петровского сельского поселения (согласно административно-территориальному делению Украины — Петровского сельского совета Автономной Республики Крым).

## Население
| 2001 | 2014 |
| ---- | ---- |
| 795  | ↘771 |

Всеукраинская перепись 2001 года показала следующее распределение по носителям языка
| Язык             | Процент |
| ---------------- | ------- |
| русский          | 61.76   |
| украинский       | 20.63   |
| крымскотатарский | 14.84   |
| другие           | 1.01    |

### Динамика численности
| - 1805 год — 98 чел. - 1864 год — 11 чел. - 1900 год — 150 чел. - 1915 год — 11/20 чел. - 1926 год — 142 чел. | - 1939 год — 345 чел. - 1989 год — 763 чел. - 2001 год — 795 чел. - 2009 год — 822 чел. - 2014 год — 771 чел. |

## Современное состояние
На 2017 год в Миролюбовке числится 6 улиц; на 2009 год, по данным сельсовета, село занимало площадь 86,3 гектара на которой проживало 822 человека. В селе действуют общеобразовательная школа, сельский клуб, библиотека, отделение Почты России, фельдшерско-акушерский пункт, 2 магазина. Село связано автобусным сообщением с райцентром и соседними населёнными пунктами.

## География
Миролюбовка — село в центре района, в степном Крыму, высота центра села над уровнем моря — 39 м. Соседние сёла: Янтарное в 3 км на юг и Новоэстония в 2 км на север. Расстояние до райцентра — около 6 километров (по шоссе), там же ближайшая железнодорожная станция Урожайная.

## История
Первое документальное упоминание села встречается в Камеральном Описании Крыма… 1784 года, судя по которому, в последний период Крымского ханства в Ташлынский кадылык Акмечетского каймаканства входили 2 деревни — Гендже и Другой Гендже — возможно, приходы-маалле одного села. После присоединения Крыма к России (8) 19 апреля 1783 года, (8) 19 февраля 1784 года, именным указом Екатерины II сенату, на территории бывшего Крымского Ханства была образована Таврическая область и деревня была приписана к Перекопскому уезду. После Павловских реформ, с 1796 по 1802 год, входила в Перекопский уезд Новороссийской губернии. По новому административному делению, после создания 8 (20) октября 1802 года Таврической губернии, Кендже был включён в состав Кокчора-Киятской волости Перекопского уезда.
По Ведомости о всех селениях в Перекопском уезде состоящих с показанием в которой волости сколько числом дворов и душ… от 21 октября 1805 года, в деревне Кендже числилось 16 дворов и 98 жителей крымских татар. На военно-топографической карте генерал-майора Мухина 1817 года обозначена деревня Кендже (как Кинже) с 27 дворами. После реформы волостного деления 1829 года Кендже, согласно «Ведомости о казённых волостях Таврической губернии 1829 года», осталась в составе Кокчора-Киятской волости. На карте 1836 года в деревне 24 двора, как и на карте 1842 года.
В 1860-х годах, после земской реформы Александра II, деревню включили в состав Айбарской волости. В «Списке населённых мест Таврической губернии по сведениям 1864 года», составленном по результатам VIII ревизии 1864 года, Кендже — владельческая деревня с 1 двором и 11 жителями при безъименной балке. По обследованиям профессора А. Н. Козловского начала 1860-х годов, вода в колодцах деревни была пресная, а их глубина составляла 10—15 сажени (21—32 м). Согласно «Памятной книжке Таврической губернии за 1867 год», деревня Кендже была покинута жителями в 1860—1864 годах, в результате эмиграции крымских татар, особенно массовой после Крымской войны 1853—1856 годов, в Турцию и остаётся в развалинах. На трехверстовой карте Шуберта 1865—1876 года помечена, как хутор Кендже).
После земской реформы 1890 года деревню отнесли к Александровской волости. По «…Памятной книжке Таврической губернии на 1900 год» числились деревня Кендже-Ташлы-Конрат (жители — арендаторы земли Люстиха на казённом участке) со 117 жителями в 1 дворе и хутор того же Люстиха Кендже-Ташлы-Конрат, с 33 жителями в 1 дворе. По Статистическому справочнику Таврической губернии. Ч.II-я. Статистический очерк, выпуск пятый Перекопский уезд, 1915 год, на хуторе Кендже (Люстиха) Александровской волости Перекопского уезда числилось 3 двора (1 двор с землёй, 2 — безземельные) с немецким населением в количестве 11 человек приписных жителей и 20 — «посторонних», из которых 17 мужчин и 14 женщин. При хуторе числилось 1800 десятин удобной земли. В хозяйстве имелось 40 лошадей, 63 вола, 12 коров и 18 голов мелкого скота.
После установления в Крыму Советской власти и учреждения 18 октября 1921 года Крымской АССР, в составе Джанкойского уезда был образован Курманский район, в состав которого включили село. В 1922 году уезды получили название округов. 11 октября 1923 года, согласно постановлению ВЦИК, в административное деление Крымской АССР были внесены изменения, в результате которых был ликвидирован Курманский район и село включили в состав Джанкойского. Согласно Списку населённых пунктов Крымской АССР по Всесоюзной переписи 17 декабря 1926 года, в селе Кендже, центре Кендженского сельсовета Джанкойского района, числилось 32 двора, из них 30 крестьянских, население составляло 142 человека. В национальном отношении учтено: 107 русских, 34 украинца и 1 латыш. Постановлением ВЦИК «О реорганизации сети районов Крымской АССР» от 30 октября 1930 года, был создан Биюк-Онларский район, как национальный (лишённый статуса национального постановлением Оргбюро ЦК КПСС от 20 февраля 1939 года) немецкий в который включили село. Постановлением Президиума КрымЦИКа «Об образовании новой административной территориальной сети Крымской АССР» от 26 января 1935 года был создан немецкий национальный Тельманский район (с 14 декабря 1944 года — Красногвардейский) и село включили в его состав. По данным всесоюзной переписи населения 1939 года в селе проживало 345 человек.

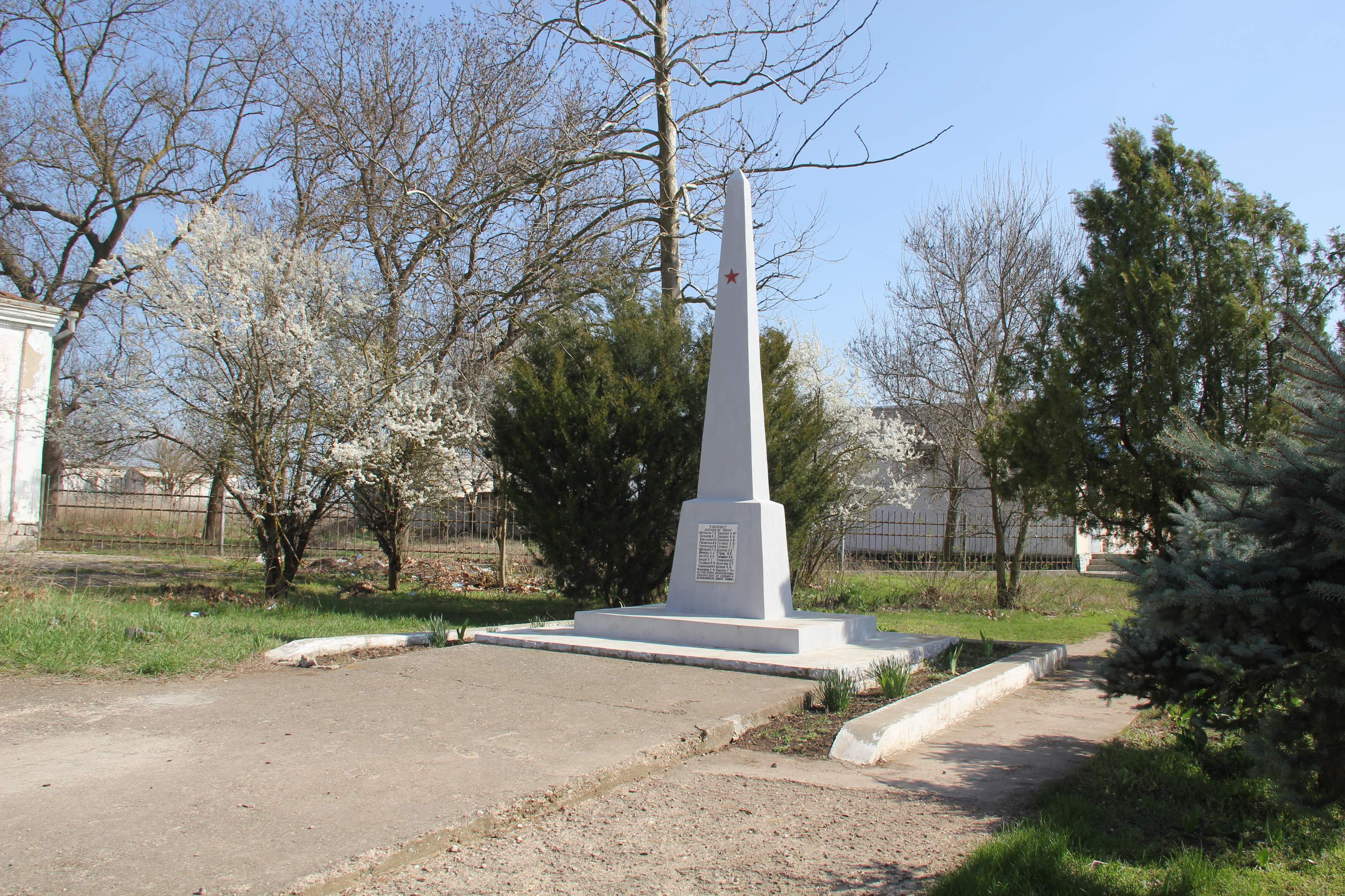
Памятник воинам-односельчанам

В годы Великой Отечественной войны на фронтах погибли 24 жителя Кендже. В центре села, у Дома культуры, в 1967 году в их честь был установлен памятный знак. Постановлением Совета министров Республики Крым № 627 от 20 декабря 2016 года отнесённый к категории объектов культурно-исторического наследия России регионального значения.
После освобождения Крыма от фашистов, 12 августа 1944 года было принято постановление № ГОКО-6372с «О переселении колхозников в районы Крыма» по которому в район из областей Украины и России переселялись семьи колхозников, а в начале 1950-х годов последовала вторая волна переселенцев из различных областей Украины. Указом Президиума Верховного Совета РСФСР от 21 августа 1945 года Кендже было переименовано в Миролюбовку и, соответственно, Кендженский сельсовет — в Миролюбовский. С 25 июня 1946 года Миролюбовка в составе Крымской области РСФСР. В 1950 году 9 колхозов, в том числе и местный, объединили в колхоз «Дружба народов»; в Миролюбовке действовала 5-я бригада. 26 апреля 1954 года Крымская область была передана из состава РСФСР в состав УССР. Время упразднения сельсовета и включения в Петровский пока не установлено: на 15 июня 1960 года село уже числилось в его составе. По данным переписи 1989 года в селе проживало 763 человека. С 12 февраля 1991 года село в восстановленной Крымской АССР, 26 февраля 1992 года переименованной в Автономную Республику Крым. С 21 марта 2014 года в составе Крыма аннексирована Россией.